# Singularidade gravitacional
Uma singularidade gravitacional (algumas vezes chamada singularidade espaço-tempo) é, aproximadamente, um ponto do espaço-tempo no qual a massa, associada com sua densidade, e a curvatura do espaço-tempo (associado ao campo gravitacional)  de um corpo são infinitas. Mais precisamente, uma geodésica espaço-tempo que contenha uma singularidade não pode ser tratada de uma maneira diferencial contínua. O limite matemático de tal geodésica é a singularidade.
Os dois mais importantes tipos de singularidades são singularidades de curvatura e singularidades cônicas. Singularidades podem ser divididas ainda a se elas estão ligadas a um horizonte de eventos ou não ("singularidades nuas"). De acordo com a relatividade geral, o estado inicial do universo, no início do Big Bang, seria uma singularidade, ou um ponto isolado no espaço.
Outro tipo de singularidade previsto pela relatividade geral seria um buraco negro: certas estrelas, após acabar o seu combustível necessário para a fusão nuclear, entram em um colapso gravitacional, desabando sua massa em direção ao seu centro, formando além de determinado ponto de densidade um buraco negro, dentro do qual existiria uma singularidade (coberto com um horizonte de eventos), para onde toda a matéria próxima fluiria. Estas singularidades são singularidades de curvatura.